# Canarium pseudopimela
Canarium pseudopimela es una especie de árbol perteneciente a la familia Burseraceae. Es endémica de Malasia.
Es un pequeño árbol del que se conoce sólo dos colecciones, en Gunung Lambir y en Gunung Raya. Se encuentra en las tierras bajas de la selva tropical.

## Taxonomía
Canarium pseudopimela fue descrita por el botánico,  y taxónomo malayo, Kizhakkedathu Mathai Kochummen y publicado en Sandakania 5: 73, en el año 1994.